# Mục súc

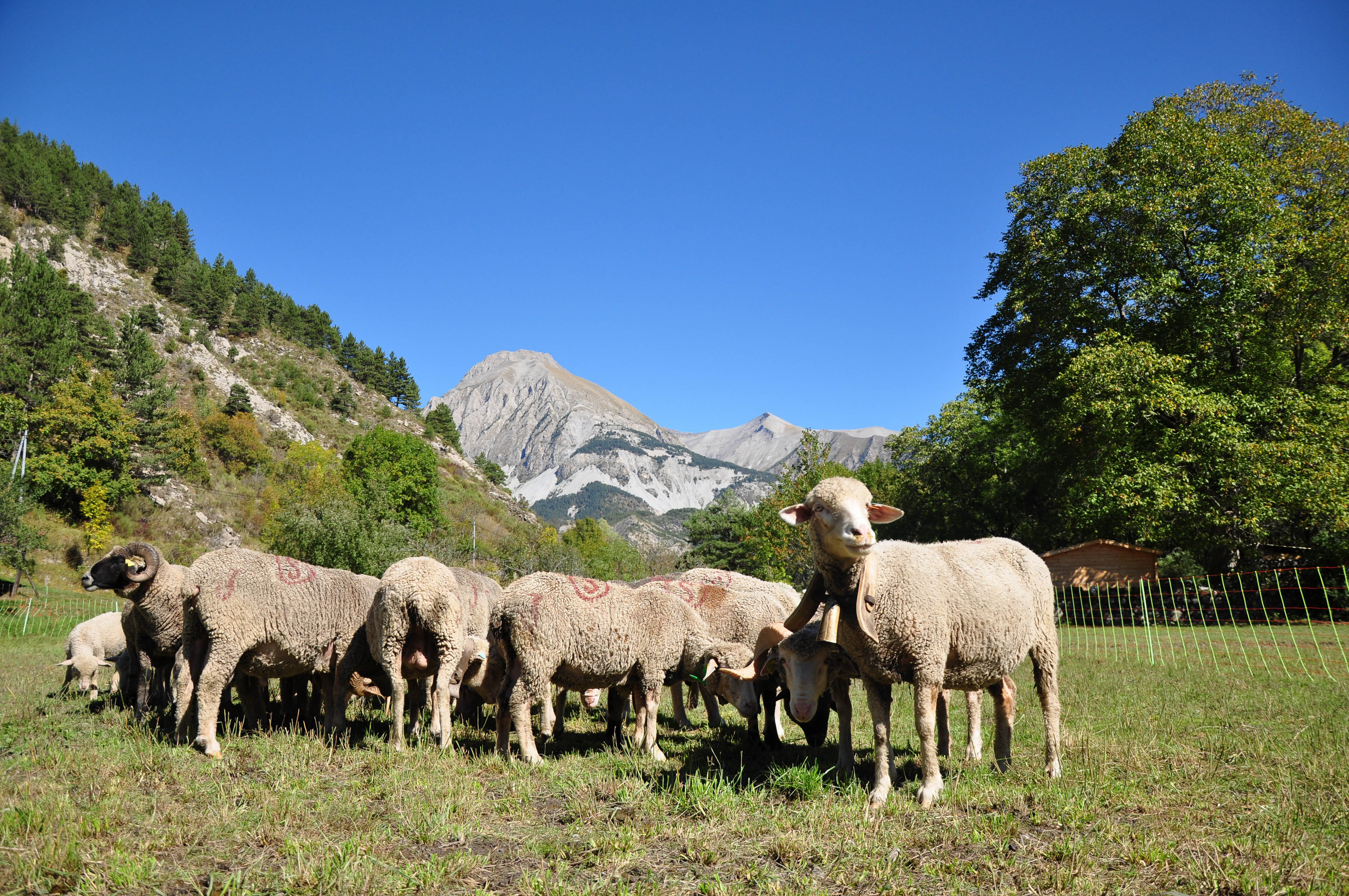
Chăn cừu trên núi ở Pháp

Mục súc là các loài thú ăn cỏ được chăn nuôi với tính cách di động trên một diện tích lớn. Mục súc cũng là từ ngữ gọi chung ngành nông nghiệp liên quan đến chăn nuôi các loài gia súc này. Người chăn nuôi thường phải di chuyển theo đàn thú tìm cỏ và nước ngọt. Những giống thú thích hợp với ngành mục súc là dê, cừu, lạc đà.
Chăn nuôi mục súc thường được áp dụng để đối phó với vùng đất kém sản xuất như vùng Sahel ở Bắc Phi. Người chăn mục súc tụ họp đàn thú lại một nơi vào mùa mưa khi có sẵn nước uống và cỏ cây tốt tươi cho đàn thú ăn; đến mùa khô, thiếu nước thì đàn thú bị phân tán các nơi tìm lương thực và nước uống.
Nhiều sắc tộc trên thế giới có nét văn hóa xoay quay đời sống mục súc nhưng vì biến đổi khí hậu, môi sinh và kỹ thuật, cuộc sống của họ cũng bị tác động mạnh. Miền Tây Hoa Kỳ và vùng nội địa nước Úc nơi xưa kia ngành chăn bò và chăn cừu là chính, tạo nên tác phong người cowboy và stockman, nay đã lui dần khi không còn thích ứng với đời sống hiện đại.